# 내일 전쟁터에서 나를 생각하라
《내일 전쟁터에서 나를 생각하라》(스페인어: Mañana en la batalla piensa en mí, 영어: Tomorrow in the Battle Think on Me)는 하비에르 마리아스의 1994년 장편소설이다. 똑같은 날 죽은 두 여자의 죽음의 수수께끼를 파헤치는 형식으로 전개된다. 제목은 셰익스피어의 작품 《리처드 3세》에 나오는 한 대사에서 따왔다. 대한민국에는 2001년 예문에서 송병선 번역으로 처음 출간되었다가, 2014년 출판사를 문학과지성사로 옮겨 출간되었다. 1967년 휴고상을 수상했다.